# Charles Mathiesen
Charles Arthur Mathiesen (ur. 12 lutego 1911 w Drammen, zm. 7 listopada 1994 tamże) – norweski łyżwiarz szybki, mistrz olimpijski oraz dwukrotny medalista mistrzostw świata.

## Kariera
Największy sukces w karierze Charles Mathiesen osiągnął na igrzyskach olimpijskich w Garmisch-Partenkirchen w 1936 roku, gdzie triumfował na dystansie 1500 metrów. Uniemożliwił tym samym swemu rodakowi Ivarowi Ballangrudowi wywalczenie wszystkich czterech złotych medali w łyżwiarstwie szybkim. Na tych samych igrzyskach był siódmy w biegu na 10 000 m i czwarty na dwukrotnie krótszym dystansie, gdzie walkę o medal przegrał z Finem Antero Ojalą. Startował także w biegu na 5000 m podczas igrzysk w Sankt Moritz w 1948 roku, ale nie ukończył rywalizacji. Z powodu problemów z oddychaniem został wtedy przewieziony do szpitala. W 1938 roku zdobył brązowy medal na wielobojowych mistrzostwach świata w Davos, przegrywając z Ivarem Ballangrudem i Austriakiem Karlem Wazulkiem. Wynik ten powtórzył na mistrzostwach świata w Helsinkach, ulegając Finowi Birgerowi Waseniusowi i Łotyszowi Alfonsowi Bērziņšowi. Trzykrotnie zdobywał medale mistrzostw Europy, w tym złoty na ME w Oslo w 1938 roku.
Ustanowił jeden rekord świata.

### Mistrzostwa świata
- Mistrzostwa świata w wieloboju
  - brąz – 1938, 1939